# 11124 Мікулашек
11124 Мікулашек (11124 Mikulášek) — астероїд головного поясу, відкритий 14 жовтня 1996 року.
Тіссеранів параметр щодо Юпітера — 3,579.